# Scolitantides johanseni
Scolitantides johanseni är en fjärilsart som beskrevs av Wnukowsky 1934. Scolitantides johanseni ingår i släktet Scolitantides och familjen juvelvingar. Inga underarter finns listade.